# Aaron Ellis
Aaron Adrian Ellis (Valparaiso, 15 settembre 1995) è un giocatore di football americano statunitense, di ruolo quarterback.
Dopo aver giocato per due squadre universitarie, ha quindi giocato in Danimarca con i Frederikssund Oaks, per poi firmare coni cechi Ostrava Steelers (coi quali però non ha potuto giocare); è quindi tornato in Danimarca ai Søllerød Gold Diggers e successivamente alla squadra professionistica tedesca degli Stuttgart Surge. Al termine della stagione 2021 della ELF è passato ai rumeni Bucharest Rebels, per poi andare a giocare agli austriaci Telfs Patriots (intervallando la militanza ai Patriots con una stagione ai giapponesi Dentsu Caterpillars).

## Palmarès
- RoBowl (Bucharest Rebels: 2021)